# Cabinda
Cabinda je jedna z provincií Angoly a zároveň její exkláva, tj. oblast oddělená od zbývajícího území státu územím státu jiného, v tomto případě Konžské demokratické republiky (Kongo-Kinshasa, dříve Zair). Na severu sousedí Cabinda 201 kilometrů dlouhou hranicí s Konžskou republikou (Kongo-Brazzaville), na západě je ohraničena Atlantským oceánem, v jehož šelfu se u pobřeží Cabindy nacházejí jedna z největších světových nalezišť ropy. Byla objevena v roce 1954, těžena jsou od roku 1968. Specifická politicko-geografická poloha ve spojení s přírodním bohatstvím je v oblasti dlouhodobým zdrojem napětí.

## Základní údaje
- Rozloha: 7 283 km²
- Počet obyvatel: 300 000, z čehož přibližně jednu třetinu tvoří uprchlíci z DRK
- Správní členění: 4 municipality (obdoba české „obce") – Belize, Cacongo a Buco Zau a Cabinda

## Hospodářství
Cabinda je oblastí velmi bohatou na přírodní zdroje. Z pobřežního šelfu se v současnosti těží okolo 700 tisíc barelů ropy denně, což odpovídá téměř desetině množství vytěženého Saúdskou Arábií. 40 % ropy těží angolská státní firma Sonangol; největší soukromou těžařskou firmou v oblasti je italský koncern Agip. V Cabindě je také rozšířena těžba kvalitních dřevin, úrodná delta řeky Kongo poskytuje skvělé podmínky pro pěstování kávy a kakaa.

## Historie
Cabinda jako samostatný správní celek vznikla spojením tří království: N'Goya, Loanga a Kaconga. Ta do poloviny 15. století kontroloval Manikongo, konžský král. Od 16. století si Portugalci, Nizozemci a Angličané ustavovali v Cabindě své obchodní stanice.
V roce 1885 byl Smlouvou ze Simulambuca ustaven nad Cabindou portugalský protektorát. Byla nezávislá na Angole, dokonce s ní nakrátko měla přímou hranici tvořenou řekou Kongo. Ještě v témže roce bylo na Berlínské konferenci o Africe rozšířeno území Konga až do ústí stejnojmenné řeky, a tak Cabindu od Angoly oddělilo.
Proti portugalské koloniální nadvládě se v 60. letech 20. století postavila ozbrojená separatistická organizace FLEC (Front for the Liberation of the Enclave of Cabinda). V jejím čele stáli Nzita Henriques Tiago a António Bento Bembe. Nakonec byla Cabinda byla od Portugalska oddělena 11. listopadu 1975 současně se zbytkem Angoly tzv. Alvorskou dohodou. Ta však byla odmítnuta veškerou cabindskou politickou reprezentací, FLEC kontinuálně přešla na ozbrojený boj proti státu Angola, byla při tom podporována Zairem (DRK). Vytvořila se také exilová vláda Cabindy v Paříži.
Od té doby probíhala na území Cabindy občanská válka, Angola se stala členem východního bloku a k vládě se dostala MPLA, významná organizace bojující se separatisty (a dodnes vládnoucí angolská politická strana), která byla složená mj. i z kubánských vojáků. V roce 2003 byla zřízena komise OSN, která konstatovala porušování lidských práv a násilí na civilistech v Cabindě. Značná část FLEC je již zdecimovaná (i v souvislosti s vývojem v Kongu) a guerillové boje ustávají.

## Současný vývoj
Dne 12. 7. 2006 oznámil generální tajemník FLEC António Bento Bembe, že se organizace chystá složit zbraně a jednat o nezávislosti mírovou cestou. Pro tyto účely založil Cabindské fórum za dialog, které má za cíl dojednat s Angolou podmínky autonomie Cabindy. Většina členů FLEC však zastává názor, že k těmto krokům Bembe nemá mandát. Další vývoj v oblasti lze proto těžko předvídat.